# Базель II
Ба́зель II — принятый в 2004 году документ Базельского комитета по банковскому надзору «Международная конвергенция измерения капитала и стандартов капитала: новые подходы», содержащий методические рекомендации в области банковского регулирования. Главной целью соглашения «Базель II» является повышение качества управления рисками в банковском деле, что в свою очередь должно укрепить стабильность финансовой системы в целом.

## Основные нововведения
По сравнению с первым Базелем (1988) нововведения сводятся к следующему:
- создание более чувствительной к рискам системы взвешенного расчёта регулятивного капитала, основанной по возможности на количественных оценках рисков, проведённых самими банками;
- более широкое признание инструментов снижения кредитных рисков;
- новые требования к капиталу под операционный риск;
- расширение роли органов надзора;
- всестороннее раскрытие информации и методологии банками.

## Компоненты соглашения
Структурно Базель II разделён на три части — три компонента:
I. Расчёт минимальных требований к капиталу — представляет расчёт общих минимальных требований к капиталу под кредитные, рыночные и операционные риски. Отношение капитала к активам исчисляется с использованием определения регулятивного капитала и взвешенных по риску активов. Отношение совокупного капитала к активам не должно быть ниже 8 %. Капитал второго уровня не должен превышать 100 % капитала первого уровня.
II. Второй компонент — надзорный процесс. В этом разделе рассматриваются основные принципы надзорного процесса, управления рисками, а также прозрачности отчётности перед органами банковского надзора, разработанные Комитетом в применении к банковским рискам, включая предложения, касающиеся, среди прочего, трактовки процентного риска в банковском портфеле, кредитного риска (стресс-тестирование, определение дефолта, остаточный риск и риск концентрации кредитов), операционного риска, роста трансграничных связей и взаимодействия, а также секьюритизации.
III. Третий компонент — рыночная дисциплина. Цель третьего компонента — «Рыночная дисциплина» — дополняет минимальные требования к капиталу (Компонент 1) и надзорный процесс (Компонент 2). Комитет стремится стимулировать рыночную дисциплину путём разработки комплекса требований о раскрытии информации, которые позволят участникам рынка оценить основные данные о сфере применения, капитале, подверженности риску, процессах оценки риска и, следовательно, о достаточности капитала учреждения. Комитет полагает, что такое раскрытие информации имеет особую актуальность в свете Соглашения, в соответствии с которым опора на внутрибанковские методологии даёт банкам более широкую свободу действий при оценке потребностей в капитале.
В принципе, раскрытие информации банками должно согласовываться с тем, как высшее руководство и совет директоров оценивают риски банка и управляют ими. В соответствии с первым компонентом банки применяют конкретные подходы/методологии измерения рисков, которым они подвержены, и вытекающих из этого требований к капиталу. Комитет считает, что раскрытие данных, основанное на этом общем подходе, является эффективным средством информирования рынка о банковских рисках и обеспечивает механизм последовательного и понятного раскрытия информации, позволяющий более эффективно сопоставлять различные институты.

### Минимальные требования к капиталу
Первый компонент посвящён непосредственно методам расчёта кредитного риска и предлагает два подхода к расчету кредитного риска.
1. Стандартизированный подход основан на взвешивании величины кредитных требований на коэффициент, присваиваемый тому или иному заёмщику в зависимости от внешнего кредитного рейтинга, то есть рейтинга, определённого тем или иным международным рейтинговым агентством (Standard & Poor's, Moody’s, Fitch Ratings и др.). По сравнению с Базелем I нововведением является ориентация при оценке риска на внешние рейтинги как на один из наиболее объективных показателей деятельности того или иного банка (предприятия). Также новой является более гибкая система учёта обеспечения при расчёте кредитного риска.
2. Подход Internal Rated Based Approach — IRB Approach. С точки зрения измерения кредитного риска подход IRB представляет собой математическую модель, учитывающую четыре фактора: вероятность дефолта контрагента (PD); удельный вес потерь при дефолте контрагента (LGD); абсолютную величину требований на момент дефолта (EAD) и остаточный эффективный срок кредита или обращения долговой ценной бумаги (М). С применением этих показателей определяются так называемые ожидаемые (EL) и неожидаемые (UL) потери, величина которых включается в расчёт достаточности капитала.

## Влияние
Ожидалось, что введение в действие Базеля II:
- окажет наиболее существенное влияние на резкое повышение качества управления рисками в большинстве банков. Помимо внедрения более чувствительной к рискам оценки кредитных рисков многие из них впервые начнут уделять повышенное внимание операционному риску — одному из главных рисков коммерческих банков (наряду с кредитным, ликвидности и рыночным);
- окажет наибольшее влияние на средние и мелкие финансовые организации на развитых рынках (включая большинство европейских банков), а также на большинство развивающихся рынков и развивающихся стран.